# District de Wuda
Le district de Wuda (乌达区 ; pinyin : Wūdá Qū) est une subdivision administrative de la région autonome de Mongolie-Intérieure en Chine. C'est l'un des trois districts de la ville-préfecture de Wuhai.